# Спенсер Абрагам
Едвард Спенсер Абрагам (англ. Edward Spencer Abraham; нар. 12 червня 1952, Іст-Лансінг, Мічиган) — американський політик, представляв штат Мічигану в Сенаті США з 1995 по 2001, був Міністром енергетики США з 2001 по 2005. Член Республіканської партії.
У 1974 році закінчив Університет штату Мічиган. Він здобув юридичну освіту у 1978 році в Гарвардській школі права. Він був головою республіканців у штаті Мічиган з 1983 по 1989.
Спенсер Абрагам православний, ліванського походження.
Після призначення Абрагама на посаду в новосформований кабінет президента Буша, ЗМІ підкреслювали його арабське етнічне походження. Під час каденції Абрагама стались деякі події, які обговорювались в українськиї ЗМІ. Перша стосувалась створення у 2002 році спільної робочої групи США і Росії для відверненнія можливості потрапляння радіоактивних матеріялів до рук терористів, про що було домовлено після триденних переговорів у Вашинґтоні.
Ще одним було повідомлення про зникнення в реґіональному представництві міністерства енергетики США в Альбукерке (штат Нью-Мексіко) у 2004 році трьох дисків з секретними даними про ядерну зброю. Раніше, в липні 2004 у лабораторії в Лос-Аламосі, також зникли два секретні диски. Після цього інциденту міністр енергетики Спенсер Абрагам видав наказ про призупинення робіт для інвентаризації, розслідування інциденту та заміни систем безпеки.
У 2004 Спенсер Абрагам відійшов з поста міністра енергетики. У цьому ж році був нагороджений ліванським  орденом Кедра.